# Вуличні танці
«Вуличні танці» (англ. «Street Dance») — британський кінофільм 2010 року. Режисери Макс Джива і Данія Пасквіні. Фільм став першим європейським фільмом, спочатку задуманим і знятим за технологією 3D.

## Зміст
Фільм починається з відбіркового турніру зі стріт-дансу. Команда «Jay 20» виходить у фінал. Після такого невеликого тріумфу Джей, лідер команди, залишає команду, передавши лідерство Карлі.
Спочатку Карлі не справляється з лідерством і група змушена шукати нове місце для тренувань. Карлі випадково знаходить зал, в якому їх група могла б виступати.
У них спочатку не складаються стосунки з балетною групою, яка репетирує в цьому залі для перегляду перед комісією. Хелена (керівник балетної групи) ставить групі нові умови: вони повинні репетирувати разом з балетними танцюристами.
Поступово групам вдається знайти спільну мову. Весь цей час Карлі важко переносить розлуку з Джеєм.
Хелена запрошує Карлі на балет, на якому та ніколи не була. З деякими сумнівами Карлі погоджується. Хелена знайомить там Карлі зі своїм колишнім учнем і постановником сьогоднішнього спектаклю. Саму Карлі Хелена представляє як «цікавого молодого хореографа», що працює з її групою.
Спектакль справляє на Карлі велике враження. Повертаючись додому, вона зустрічає Джея. Вони проводять ніч, і на наступній день зміни в настрої Карлі помічають все, включаючи балетного танцюриста Томаса. Жартівливі коментарі друзів Карлі про повернення Джея Томасу явно не до душі …
Увечері Карлі веде групу в клуб, щоб її нові підопічні могли відчути дух вуличного танцю. У клубі проходить своєрідний міні-турнір, в якому всі охочі можуть кинути виклик національним чемпіонам з команди «The Surche». Команда Карлі не змогла встояти перед спокусою, але в самому кінці баттла їх чекав неприємний сюрприз: у складі «The Surche» вони побачили Джея, який виступав у них як рядовий учасник. Виявилося, що він просто зрадив свій колектив, в пошуках слави і успіху переметнувшись в стан «непереможних». Між командами спалахнув конфлікт, сама Карлі втекла з клубу і, безсумнівно, потрапила б під машину, якби її не вихопив з-під коліс який утік за нею Томас.
Відвідавши скромну квартирку Томаса, Карлі зізнається йому і самій собі, що її надії перемогти «The Surche» марні. Тоді Томас пропонує їй не намагатися копіювати суперників, а придумати щось нове, використовуючи той факт, що в її групі є 5 танцюристів балету. Тут же на даху, на тлі догоряючого заходу, проходить і перша репетиція майбутньої програми і романтичний поцілунок в кінці … Вранці Карлі озвучує перед командою нову концепцію, а також пропонує нову назву групи: «Breaking point». Робота закипіла з новою силою, але прийшла несподівана проблема: іспит в балетній академії призначено на той же день, що і фінал вуличних танців. Хелена підозрює тут сліди інтриг навколо її групи. При цьому вона сама стає об'єктом звинувачень з боку Карлі. Та обурена тим, що її та її команду використовували як інструмент. На останньому спільному зборі «балетні» запевнили «вуличних», що до фіналу вони встигнуть здати свій іспит. На тому й розійшлися до вечора.
Але іспит в академії затягнувся. Фінал вуличних танців в розпалі, колективи змінюють один одного, а група Томаса ще навіть не викликалася в клас.
«Breaking point» повинні виступати останніми. Перед ними залишився один колектив — непереможні «The Surge». Чемпіони вже показують свою програму, а Томаса і його команди все немає. Карлі в розпачі. «The Surge» закінчили і прийшла черга команди Карлі.
Їм загрожувала дискваліфікація. Врятував їх Едді — друг Карлі.
За лаштунками Карлі зустрічає Джея і Томаса, що підійшов.
У цей час охорона на руках відтягли Едді, і ведучий знову запрошує на сцену «Breaking point», але тепер вони готові.
Перші секунди їхні виступи наганяють публіку в шок: звучить фрагмент балету «Ромео і Джульєтта», танцюристи роблять щось незрозуміле — балетні па, підтримки. Зал невдоволено гуде, суперники потішаються, «The Surge» починають святкувати перемогу, як раптом змінюється ритм і зі звуками оркестру переплітаються ударні ритми, рухи танцюристів стають більш різкими і перед здивованим залом постає дика суміш класичного балету і стрітденса. Змінюється і настрій аудиторії: глядачі заходяться захваті, а чемпіони з «The Surche» починають розуміти, що це-ураження.
Разом з глядачами за цим «безумством» спостерігають Хелена і прибулі з нею голова комісії Майк і директор академії. Шоу вдалося!

## У ролях
| Актор             | Роль           | На російську мову ролі дублювали |
| ----------------- | -------------- | -------------------------------- |
| Шарлотта Ремплінг | Хелена         | Наталя Казначеєва                |
| Нікола Берлі      | Карлі          | Ольга Сиріна                     |
| Річард Уінзор     | Томас          | Данило Ельдаров                  |
| Аквелі Роач       | Джей           | Радик Мухаметзянов               |
| Тениша Боннер     | Шона           | Ольга Кузнецьова                 |
| Лекс Мильчарек    | Бугі           |                                  |
| Кофі Агіманг      | Мак            |                                  |
| Саша Чанг         | Еймі           |                                  |
| Бредлі Чарльз     | Френкі         |                                  |
| Стефані Нгуен     | Стеф           |                                  |
| Брук Міллинер     | Брук           |                                  |
| Джордж Семпсон    | Едді           | Прохор Чеховськой                |
| Раймс Лекуан      | Жастін         |                                  |
| Хьюго Кортес      | Гейб           |                                  |
| Шіанад Грегорі    | Хлоя           | Ільзіра Гайнутдинова             |
| Дженніфер Люн     | Бекс           |                                  |
| Рейчел МакДауелл  | Ізабелла       |                                  |
| Френк Харпер      | Фред           | Олександр Головчанський          |
| Патрік Баладі     | містер Хардінг | Сергій Казаков                   |
| Елінор Брон       | мадам Фльорі   | Людмила Ільїна                   |
| «Flawless»        | «The Surge»    |                                  |
| Ешлі Банджо       | Аарон          |                                  |
| «Diversity»       | команда Аарона |                                  |

Режисер дубляжу — Людмила Ільїна.

## Слогани
- «Two worlds. One dream.» (переклад: «Два світи. Одна мрія.»)
- «Унікальне 3D занурення»

## Музика
| 1. Tinie Tempah — «Pass out» (4:31) 2. N-Dubz feat. Bodyrox — «We dance on» (3:06) 3. Lightbulb Thieves — «Work it out» (3:38) 4. Ironik feat. Chipmunk and Elton John — «Tiny dancer (Hold me closer)» (3:23) 5. N-Dubz — «Strong again» (3:15) 6. Pixie Lott — «Live for the moment» (2:48) 7. Aggro Santos and Kimberly Wyatt — «Candy» (3:01) 8. Cheryl Cole — «Fight for this love» (3:37) 9. Lethal Bizzle — «Going out tonight» (3:00) 10. Sugababes — «Get sexy» (3:15) 11. LP & JC — «The humblest start» (3:06) (Виступ Едді) 12. Wiley — «Cash in my pocket» (2:59) (Виступ у торговому центрі) 13. Madcon — «Beggin» (3:39) (Початок фільму) 14. LP & JC feat. Skibadee, MC Det, Chrome, Blemish — «Club battle» (4:57) 15. Fatboy Slim — «Champion sound» (Album version) (3:20) 16. Vega 4 — «Life is beautiful» (6:16) 17. McLean feat. Tinchy Stryder — «Broken» (3:35) 18. Swiss feat. Music Kidz — «One in a million» (3:47) 19. Mikey J — Ever even (3:14) - Mikey J feat. FILMharmonic Orchestra Prague — «Grand finale» (5:23) | 1. Craig David — «One more lie (Standing in the shadows)» (Donae'o mix) (4:29) 2. N-Dubz — «I don't wanna go to sleep» (3:20) 3. Mikey J — «KF2» (3:04) 4. Clement Marfo and the Frontline — «Champion» (3:36) 5. Wiley — «My rolex» (3:20) |

## Студії
- Виробництво: BBC Films, Little Gaddesden Productions, Vertigo Films
- Студія дубляжу: Ініс
- Прокат: Парадиз (Росія)